# Dioptra

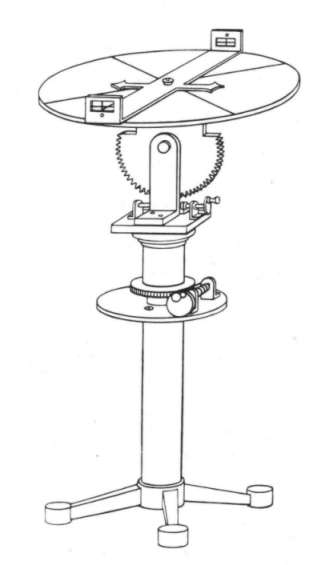
Dioptra nach der Beschreibung bei Heron von Alexandria

Die Dioptra ist ein universelles geodätisches Instrument, das als früher Vorgänger des Theodolits angesehen werden kann. Die Erfindung des Theodolits im 16. Jahrhundert war durch die Beschreibung der Dioptra bei Heron von Alexandria angeregt worden.
Eine Dioptra besteht aus einem senkrechten Zylinder, der eine drehbare Scheibe axial trägt, die mit einer Gradeinteilung beschriftet ist. Auf dieser Scheibe ist eine horizontale Schiene (Alhidade) drehbar angebracht, die an ihren beiden Enden mit Aufsätzen versehen ist, in welche Sichtschlitze eingefügt sind (das „Diopter“). Mit Hilfe dieser Schlitze lässt sich ein Ziel präzise anvisieren.
An ihrer Unterseite ist die Scheibe mit einer halbkreisförmigen, gezahnten und ebenfalls graduierten Platte verbunden. Dieser ganze bislang beschriebene obere Teil der Dioptra ruht wiederum auf einer Scheibe, die für sich drehbar und durch Spindeln einstellbar ist. Heron von Alexandria erwähnt in Zusammenhang mit der Dioptra auch eine Kanalwaage – einen zwei Meter langen horizontalen Stab, der zwei miteinander verbundene Wasserbehälter trägt.
Es lassen sich mit diesem Gerät sowohl Horizontal- als auch Vertikalwinkel messen und bestimmen.
Es besteht eine Verwandtschaft zur Peilscheibe.
Die Dioptra kann für die verschiedensten Aufgaben der Feldmessung und der Astronomie eingesetzt werden.
Erstmals beschrieben wird die Dioptra bei Heron von Alexandria. Wann dieser lebte, lässt sich nur sehr ungenau bestimmen, höchstwahrscheinlich im 1. Jahrhundert n. Chr. Erfunden wurde die Dioptra jedoch schon wesentlich früher: Der Almagest erwähnt eine (nicht erhaltene) Beschreibung durch Hipparchos.

## Weitere antike Vermessungsinstrumente
- Chorobates
- Groma